# Không chùn bước
Không Chùn Bước (tựa gốc tiếng Anh: Never Back Down) là một bộ phim điện ảnh võ thuật năm 2008 do Jeff Wadlow đạo diễn và có sự tham gia diễn xuất của Sean Faris, Amber Heard, Cam Gigandet, Evan Peters và Djimon Hounsou. Phim ra rạp vào ngày 14 tháng 3 năm 2008. Cốt truyện phim kể về một cậu thiếu niên nản lòng và hay gây lộn mới chuyển đến một trường trung học mới, cậu đã phát hiện ra một câu lạc bộ đấu võ ngầm.
Bộ phim được coi như là một bản mô phỏng của phim The Karate Kid vì nội dung khá tương đồng. Theo đó, Faris có vai diễn giống với Jaden Smith, vai của Hounsou giống với Thành Long, vai của Heard và Gigandet giống với Hàn Văn Văn và Vương Chấn Uy, và vai của Peters giống với Luke Carberry.

## Nội dung
Câu chuyện của phim xoay quanh Jake Tyler, một thiếu niên trung học dễ kích động và hay chán nản. Jake có một nỗi đau rất lớn, khi cha của anh đã chết trong một vụ tai nạn giao thông, nhiều bạn bè thường nhắc lại chuyện này để chế nhạo Jake. Vì em trai của anh là Charlie đạt được học bổng quần vợt, Jake cùng với mẹ của anh là Margot và cậu em trai chuyển nhà từ Iowa đến sinh sống ở Orlando, Florida. Jake từng có ẩu đả với một cầu thủ bóng bầu dục ở trường cũ, sự việc này trở thành video lan truyền trên mạng. Khi đến trường học mới ở Orlando, Jake được cô bạn cùng lớp tên Baja Miller mời tham dự một bữa tiệc, ngờ đâu trong bữa tiệc anh bị bắt buộc đánh nhau với Ryan McCarthy, một nhà vô địch MMA trong trường và cũng là bạn trai của Baja. Ryan dễ dàng đánh bại Jake trước mặt rất đông các học sinh khác tại bữa tiệc, điều này khiến Jake xấu hổ.
Một người bạn tên Max Cooperman giới thiệu Jake đến một phòng tập MMA của võ sư Jean Roqua. Jake sau đó chăm chỉ tập luyện dưới sự chỉ dạy của thầy Roqua, anh mong chờ một ngày nào đó sẽ có cơ hội trả đũa Ryan. Baja chia tay Ryan vì cô nhận ra anh ta là người ưa thích bạo lực tàn nhẫn. Baja cố gắng xin lỗi Jake vì cô đã rủ anh đến bữa tiệc hôm trước. Tuy nhiên, sau trận thua với Ryan, tâm trạng Jake càng đi xuống. Một ngày kia, do không kiềm chế được bản thân, Jake xảy ra ẩu đả và đã đánh gục ba tên côn đồ ngoài đường trong khi Max quay phim lại. Đoạn phim được đưa lên mạng xã hội, giúp Jake được nhiều học sinh trong trường ngưỡng mộ. Thế nhưng, cũng vì đoạn phim đó mà Jake bị thầy Roqua đuổi khỏi phòng tập, bởi trước đó ông đã nghiêm cấm anh đánh nhau bên ngoài phòng tập.
Ryan biết được Jake có tập võ nên rất muốn tái giao đấu với Jake, hắn hẹn gặp và thách đấu với anh ở giải Beatdown, một giải đấu võ ngầm mà Ryan đang là đương kim vô địch. Với sự giúp đỡ của Max, Jake đến xin lỗi thầy Roqua và được ông chấp nhận. Quay lại phong tập, thầy Roqua giao cho Jake những bài tập khắc nghiệt hơn để giúp anh nâng cao kỹ năng võ thuật và kiểm soát nội tâm. Dưới sự huấn luyện của thầy Roqua, võ nghệ của Jake ngày càng được nâng cao, anh đã dần bỏ được tâm trạng ủ rũ, suy nghĩ tích cực và trở nên lạc quan, chín chắn hơn. Trong một lần chạy thể dục, thầy Roqua đã tâm sự với Jake rằng ông từng có người em trai là võ sĩ giỏi nhưng đã bị một tên côn đồ bắn chết, sau này ông đành phải rời khỏi Brazil vì cảm thấy có lỗi với cha ông. Vì thế ông luôn ngăn các học sinh của mình đánh nhau bên ngoài, để không gặp hậu quả như của ông ngày xưa. Jake cũng tìm đến gặp mặt Baja, đồng ý tha lỗi cho cô, sau đó cả hai bắt đầu yêu nhau. Jake cũng quyết định từ bỏ việc tham gia giải Beatdown vì anh không muốn đánh nhau một cách vô nghĩa nữa. Nhưng tên Ryan vẫn không hề từ bỏ ý muốn giao đấu với Jake, biết tin Jake từ chối thách đấu, hắn lái xe đến tận phòng tập của thầy Roqua, đưa Max đi và đánh cho Max một trận nhừ tử, đến nỗi phải nhập viện.
Thấy bạn mình bị đánh, Jake nhận ra rằng Ryan thực sự là một tên côn đồ hung hãn và sẽ không bỏ cuộc khi chưa bị đánh bại. Anh liền chấp nhận lời thách đấu, tham gia giải Beatdown, quyết tâm đánh bại Ryan để ngăn chặn những trò xấu xa của hắn. Baja cố ngăn Jake nhưng anh vẫn không thay đổi. Trước khi đi, lần nữa Jake bị thầy Roqua ngăn cản, thế nhưng lần này Jake đã dùng lời thuyết phục được thầy Roqua rằng anh phải đấu trận đấu của chính mình. Cuối cùng, thầy Roqua cũng đồng ý cho Jake đi dự giải đấu, và ông dặn anh rằng hãy kiểm soát hành động của mình. Jake lấy xe của Max và đi đến nơi tổ chức giải đấu.
Jake tham gia giải Beatdown, anh và Ryan đều lần lượt đánh bại các võ sĩ khác, giành chiến thắng để vào vòng trong. Jake vào được bán kết dù bị chấn thương, Baja cũng đến xem anh thi đấu, và cô nói rằng cô đã hiểu được suy nghĩ của anh. Trong trận bán kết, Ryan bị loại vì sử dụng đòn cấm, Jake thấy vậy liền từ bỏ việc đấu tiếp khi thấy không còn lý do để tiếp tục. Khi Jake và Baja định ra về thì Ryan tấn công Jake, hai anh chàng đánh nhau một trận kịch liệt ngay tại bãi đỗ xe. Hàng loạt khán giả trong nhà thi đấu bỏ xem trận chung kết để chạy ra ngoài xem trận đấu giữa Jake và Ryan. Cả hai ngang tài ngang sức, nhưng chấn thương ở xương sườn đã khiến Jake gặp khó khăn trong lúc giao đấu. Ryan lợi dụng chấn thương của Jake để áp đảo, bóp nghẹt anh dưới cánh tay của hắn. Trong lúc cận kề thất bại, Jake đã có một loạt hồi tưởng về những người mà anh yêu thương: cha anh, mẹ anh, Charlie, Baja và Max, cùng những kỷ niệm đẹp đẽ anh đã trải qua. Những hồi ức đó đã tiếp cho Jake thêm rất nhiều ý chí và sức mạnh, anh lật ngược tình thế và tấn công Ryan. Cuối cùng, Jake hạ đo ván được Ryan bằng kỹ thuật mà thầy Roqua đã dạy anh. Sau trận thắng đó, Jake có được sự tôn trọng từ những học sinh trong trường, trong đó có cả Ryan. Thầy Roqua suy nghĩ về những lời tâm sự của Jake, ông quyết định tạm thời đóng cửa phòng tập và trở về Brazil thăm cha của ông.

## Diễn viên
Sean Faris vai Jake Tyler.
Djimon Hounsou vai võ sư Jean Roqua.
Amber Heard vai Baja Miller.
Cam Gigandet vai Ryan McCarthy.
Evan Peters vai Max Cooperman.
Wyatt Smith vai Charlie Tyler.
Lauren Leech vai Jenny.
Steven Crowley vai Ben.
Neil Brown Jr. vai Aaron.
Tilky Jones vai Eric.
Affion Crockett vai Beatdown DJ.

## Sản xuất
Phim được quay tại thành phố Orlando, bang Florida, cũng là nơi lấy làm bối cảnh trong phim.
Các võ sĩ trong phim được huấn luyện về môn võ MMA trong vòng 3 tháng trước khi phim bấm máy.
Một trường trung học và một phòng tập thể hình ở địa phương được sử dụng làm bối cảnh quay phim.

## Tiếp nhận
Bộ phim thu về hơn 41,6 triệu đô so với kinh phí 20 triệu đô.

## Nhạc phim
1, "Above & Below" - The Bravery.
2, "Anthem for the Underdog" - 12 Stones.
3, "It's OK, But Just This Once" - Gym Class Heroes.
4, "Teenagers" - My Chemical Romance.
5, "Someday" - Flipside.
6, "Wolf Like Me" - TV on the Radio.
7, "Under the Knife" - Rise Against.
8, "Rock Star" - Chamillionaire & Lil Wayne.
9, "Be Safe" - The Cribs.
10, "Flase Pretense" - The Red Jumpsuit Apparatus.
11, "Lights Out" - Breaking Benjamin.
12, "You Are Mine" - Mutemath.
13, "Stronger" - Kanye West ft. Daft Punk.
14, "Crank That (Travis Baker remix)" - Soulja Boy và Travis Baker.
15, "The Slam" - Toby Mac.
16, "Time Won't Let Me Go" - The Bravery.
17, "To Be Loved" - Papa Roach.